# محمد غلام (لاعب كريكيت)
محمد غلام (بالإنجليزية: Mohammed Ghulam)‏ (مواليد 14 يناير 1982) هو لاعب كريكت كويتي من أصل باكستاني، يمثل منتخب الكويت الوطني للكريكت في المنافسات الدولية. يشتهر بدوره كضارب أيمن، وشارك مع المنتخب في عدة بطولات إقليمية ودولية.

## المسيرة الرياضية
بدأ محمد غلام مسيرته في رياضة الكريكت منذ سن مبكرة في الكويت، حيث لفت الأنظار بقدراته في الضرب. انضم لاحقًا إلى المنتخب الوطني، وكان أحد عناصره في بطولة دوري الكريكت العالمي القسم السادس 2013، حيث خاض مباراة أمام منتخب جيرزي في 21 يوليو 2013 بمدينة سانت سافيور.
شارك أيضًا في بطولات مجلس الكريكت الآسيوي (ACC)، وساهم بأدائه في تحسين ترتيب المنتخب الكويتي على مستوى البطولات الإقليمية. وقد ساعدت خبرته الطويلة في منح الفريق عنصر القيادة والخبرة، خاصة مع اللاعبين الشباب.

## أسلوب اللعب
يعتمد محمد غلام في لعبه على القوة في الضرب والدقة في التوجيه، مما يجعله من اللاعبين المؤثرين في ترتيب الضرب (batting order). إضافة إلى ذلك، يُعرف بقدرته على الحفاظ على التركيز تحت الضغط في المباريات الحاسمة.

## إنجازات
- تمثيل الكويت في البطولات العالمية المنظمة من قبل المجلس الدولي للكريكت (ICC).
- المشاركة في بطولات الكريكت الآسيوية وتحقيق نتائج إيجابية للفريق.
- المساهمة في تطوير رياضة الكريكت في الكويت من خلال الخبرة الميدانية.

## وصلات خارجية
- محمد غلام على ESPNcricinfo